# Warlimpirrnga Tjapaltjarri
Warlimpirrnga Tjapaltjarri (AFI: [waɭɪmb̥ɪr ɟab̥əɭɟari]; nacido a finales de la década de 1950) es un artista aborigen australiano. Es uno de los artistas indígenas más conocidos de Australia.

## Primeros años
Warlimpirrnga nació a finales de la década de 1950. Nació cerca del lago Mackay, al este de donde hoy está Kiwirrkurra. Él y su familia vivían una forma de vida nómada tradicional en el lado oeste del lago Mackay. Nunca habían entrado en contacto con la sociedad europea. El padre de Warlimpirrnga murió cuando él era un niño. Su madre se volvió a casar poco después. El mismo Warlimpirrnga se casó con su prima, Yalti, alrededor de 1980. Era un cazador, el principal proveedor de alimentos de la familia. Cazaba con lanzas, mirru (lanzadores de lanzas) y bumeranes.
En 1984, cuando tenía unos 25 años, finalmente entró en contacto con personas ajenas a su familia. Cuando vio a un hombre blanco por primera vez, Warlimpirrnga recuerda: "No podía creerlo. Pensé que era un demonio, un mal espíritu. Era del color de las nubes al amanecer". Él y su familia se establecieron en Kiwirrkurra. Las noticias de este grupo que vivía nómada hasta ahora en el mundo moderno ocuparon los titulares internacionales.

## Pintura
Warlimpirrnga comenzó a pintar en 1987. Hizo pinturas para Papunya Tula. Los otros artistas de la compañía le enseñaron. Terminó su primera pintura para ellos en abril de 1987. Su primera exposición pública fue en Melbourne, en 1988. Mostraba once de sus pinturas. Toda la colección fue comprada para la Galería Nacional de Victoria. Desde entonces se ha convertido en uno de los artistas más conocidos de Australia central.
Warlimpirrnga pinta imágenes abstractas de historias y canciones de sueños sagrados. Las historias se centran en los Tingari, los antepasados de los Pintupi, seres espirituales que se cree que han creado todos los seres vivos. Sus historias son sobre su país y lugares sagrados como Marruwa y Kanapilya.
Su obra se encuentra en colecciones públicas de toda Australia, como la National Gallery de Canberra, la Art Gallery de Nueva Gales del Sur y la National Gallery de Victoria. También tiene obras expuestas en galerías en el extranjero, como el Museo Quai Branly de París. En 2012, su trabajo fue mostrado como parte de la exposición documenta en Kassel, Alemania. En 2008, la mayor parte de sus cuadros se vendieron por 85.000 dólares australianos.

## Otros sitios web
- Obras de Warlimpirrnga Tjapaltjarri en la Galería de Arte de Nueva Gales del Sur
- Obras de Warlimpirrnga Tjapaltjarri en la Galería Nacional de Victoria

- Datos: Q12860109